# Dry Bay
Die Dry Bay bildet das Ästuar des Alsek River im Südosten des US-Bundesstaates Alaska. Sie ist umsäumt von undurchdringlichem Küsten-Regenwald und flankiert vom größten außerpolaren Gletschergebiet, der Eliaskette und der Fairweather Range.

## Geschichte
Der Name Dry Bay geht auf das teilweise Trockenfallen der Lagune bei Ebbe zurück.
Besiedelt war die Bucht von Tlingit-Indianern, in deren Sprache sie „Gunanaxoo“ heißt. Die erste urkundliche Erwähnung erfolgte durch den Entdecker und Kapitän James Cook, der im Jahre 1778 die Bucht „Beering’s Bay“ benannte, in der Meinung, dass sein Vorbild Vitus Bering hier bereits 1741 ankerte. Ihren heutigen Namen erhielt die Dry Bay im Jahre 1869 durch G. Davidson vom U.S. Coast and Geodetic Survey.
Die Dry Bay war ein Handelsposten zwischen den küstenbewohnenden Tlingit-Indianern und den Athabasken aus dem oberen Yukon-Tal. Im Winter wurden getrockneter Fisch, Felle – vor allem Seehund und die Beute vom Fallenstellen, Seehund-Fett, getrocknete Algen und Waldbeeren über den zugefrorenen Alsek River und weiter auf dem Tatshenshini ins Landesinnere, zum späteren Dalton Post, gebracht. Im Sommer brachten die Einbaum-Kanus im Gegenzug Kupfer, Marmor, Bekleidung und Werkzeuge an die Küste.
Während der Kleinen Eiszeit bildete der Lowell-Gletscher mit dem Alsek River 200 km weiter nördlich einen Glazialstausee. Über Jahre sammelten sich im neoglazialen Alsek-See oberhalb des Gletschers riesige Wassermassen, die nach Brüchen des Gletscher-Dammes in den Jahren 1725 und 1852 als alles verschlingende Wasserwand bis in den Pazifik raste und den Großteil der Talbewohner dahinraffte.
War die Siedlung nach der letzten Flutkatastrophe nur mehr spärlich besiedelt, wurde sie im Jahre 1910 endgültig aufgegeben. Eine neu errichtete Lachskonserven-Fabrik konkurrenzierte die einheimischen Fischer und etablierte eine Schiffsverbindung nach Yakutat, was zusätzlich die Abwanderung förderte. Die Dry Bay war ab nun, bis auf wenige Einzelgänger, nur mehr in der Lachs-Saison besiedelt.

## Ökologie und Tourismus
Die Lagune verlandet zunehmend, da der Alsek River enorme Mengen an Gletscherschliff mitführt und beim Nachlassen der Strömung hier ablagert.
Die Küstenlinie ist bevölkert von großen Seemöwenkolonien, in der Bucht tummeln sich Seehunde und an den Ufern Elche und Grizzlys. In den Seitenbächen laichen Lachse (Königslachs (Oncorhynchus tshawytscha), Silberlachs (Oncorhynchus kisutch), Rotlachs (Oncorhynchus nerka), Buckellachs (Oncorhynchus gorbuscha) und Hundslachs (Oncorhynchus keta)).
Der kommerzielle Fischfang war ausschlaggebend, dass die Dry Bay, eigentlich im Glacier-Bay-Nationalpark gelegen, aus diesem im Jahre 1980 ausgegliedert und zum Glacier Bay National Preserve abgewertet wurde. Trotzdem gilt die Dry Bay mit dem nahegelegenen Alsek Lake bei Individualreisenden als die kleine Schwester der Glacier Bay, denn sie bietet ähnliches Naturerlebnis – nur viel hautnaher und ohne dem Massentourismus hunderttausender Tagestouristen.
Die Dry Bay ist auch der Endpunkt der Kajak- und Rafting-Touren auf Alsek River und Tatshenshini.
In der Dry Bay gibt es keine Unterkunftsmöglichkeiten, nur ein kleines Notquartier, das in den Sommermonaten von der örtlichen Rangerstation betrieben wird. Zelten ist überall erlaubt, es muss dabei aber auf die Gefahren durch die hohe Bären-Population geachtet werden. Außer der kurzen Graspiste und einigen kurzen Pfaden gibt es keinerlei öffentliche Infrastruktur, das nächste Mobilfunknetz ist 150 km entfernt.

### Kommerzielle Fischerei
Kiemennetze werden als Stellnetze in der Strömung aufgebaut, durch welche die Lachse stromaufwärts zu ihren Laichgründen ziehen. Der starke Rückgang bei den Fangzahlen und der Preisverfall ließ die professionelle Fischerei stark zurückgehen, trotzdem werden jährlich noch über 500 Tonnen Wildlachs gefangen.

### Sportfischerei und Jagd
Neben vereinzeltem Trapping durch die letzten verbliebenen First Nations ermöglicht die besondere Situation durch die Ausgliederung als „nur Schutzgebiet“ die Sportjagd in den Wäldern um die Dry Bay, welche eigentlich Nationalpark wären. Die Pirsch gilt Elch, Grizzly, Schwarzbär, Dall-Schaf und Alaska-Bergziege.

## Weblinks

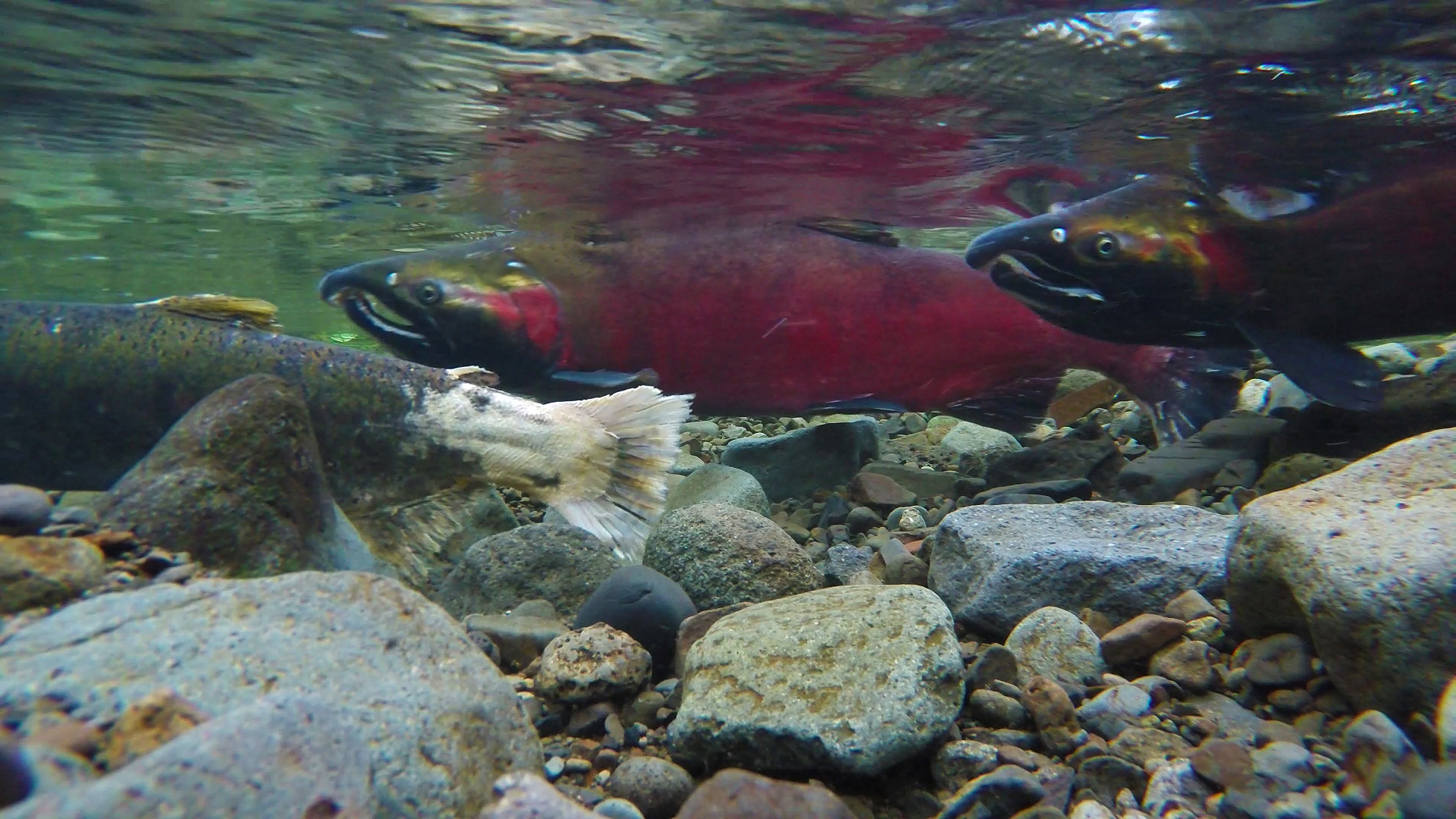
Lachse beim Laichen
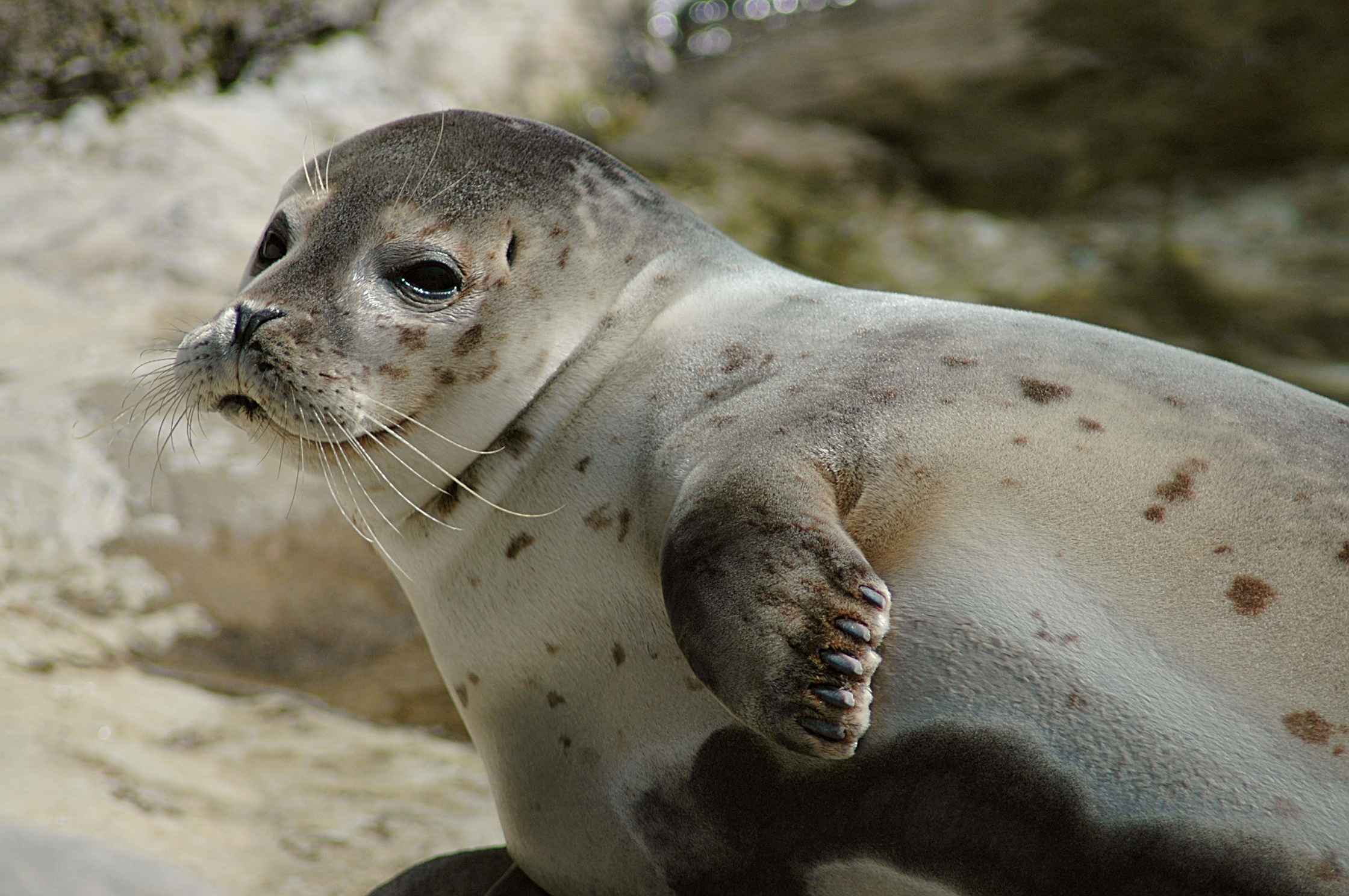
Seehund (Phoca vitulina), auch Robbe
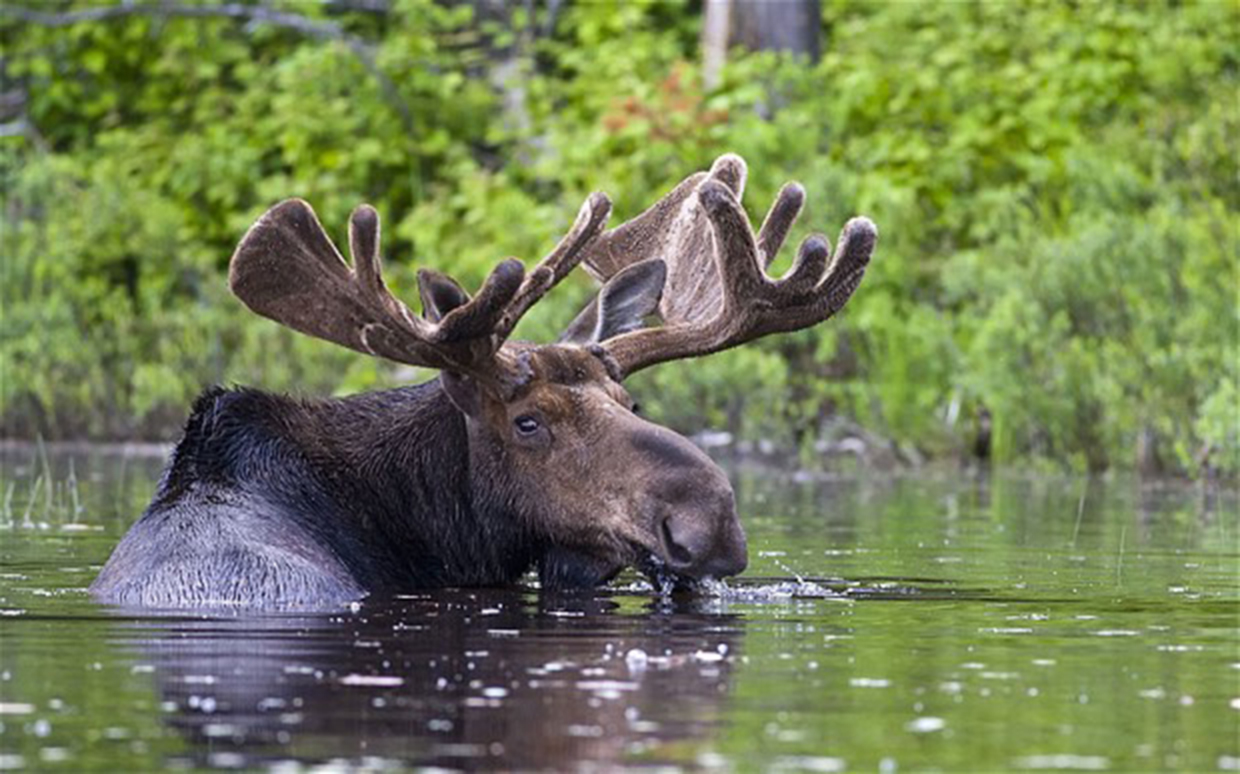
Elch (Alces alces)
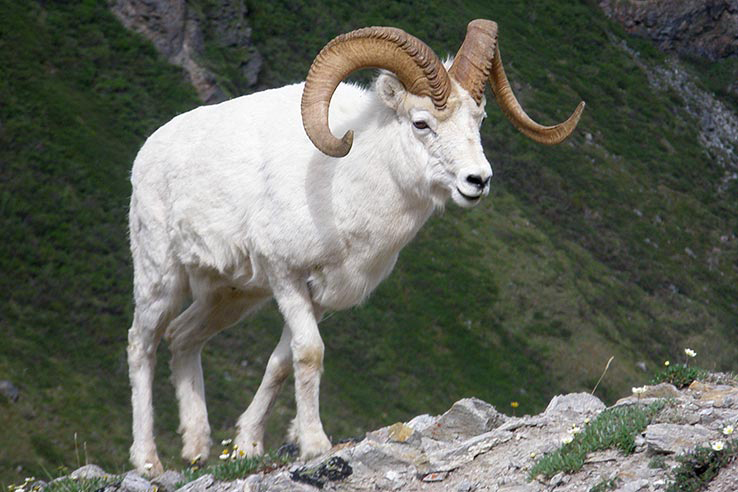
Dall-Schaf (Ovis dalli), auch Alaska-Schneeschaf